# Pâncești, Neamț
Pâncești este satul de reședință al comunei cu același nume din județul Neamț, Moldova, România.

## Galerie

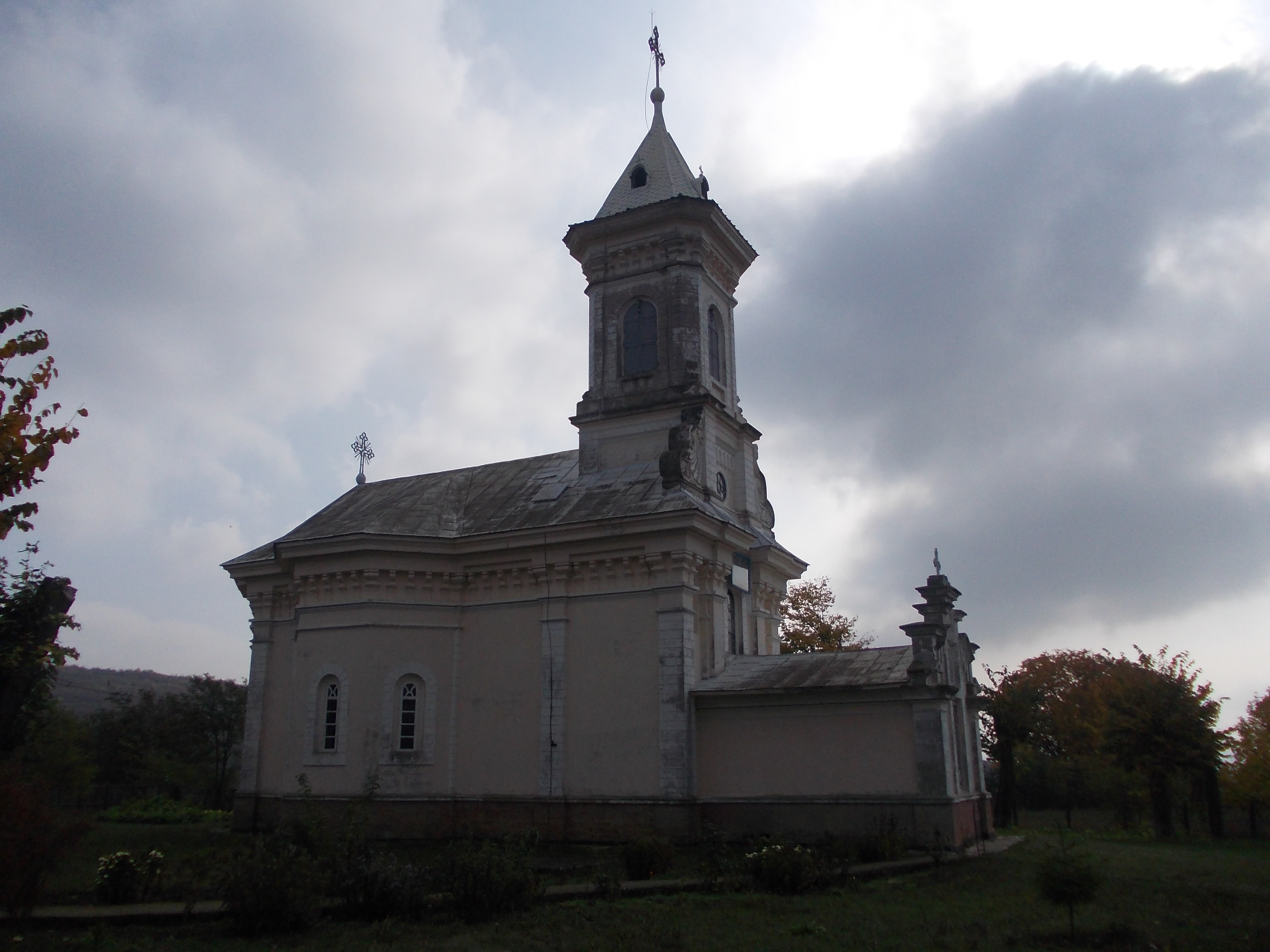
Biserica Sfânta Treime din Pânceşti
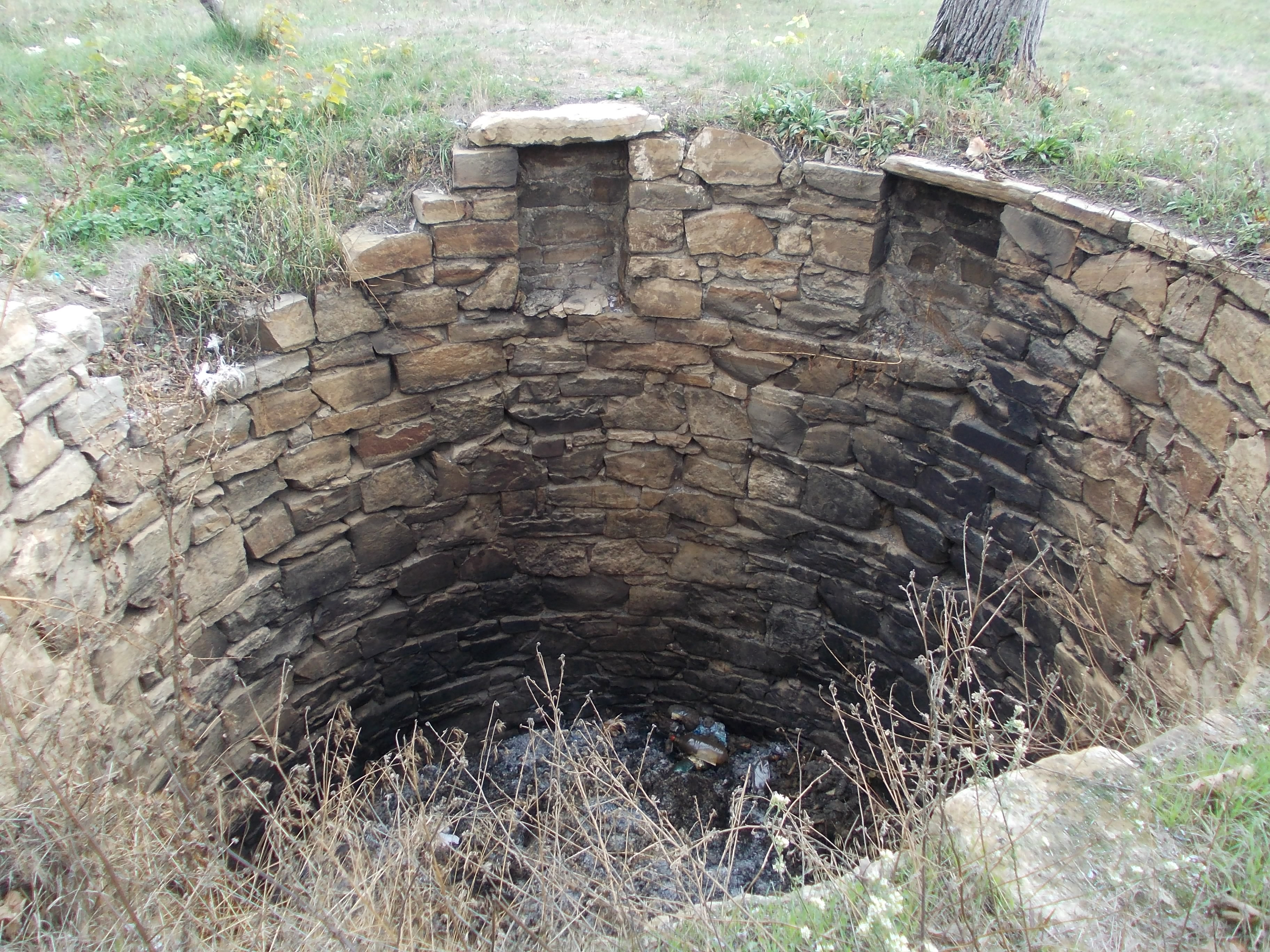
Gheţăria din faţa bisericii
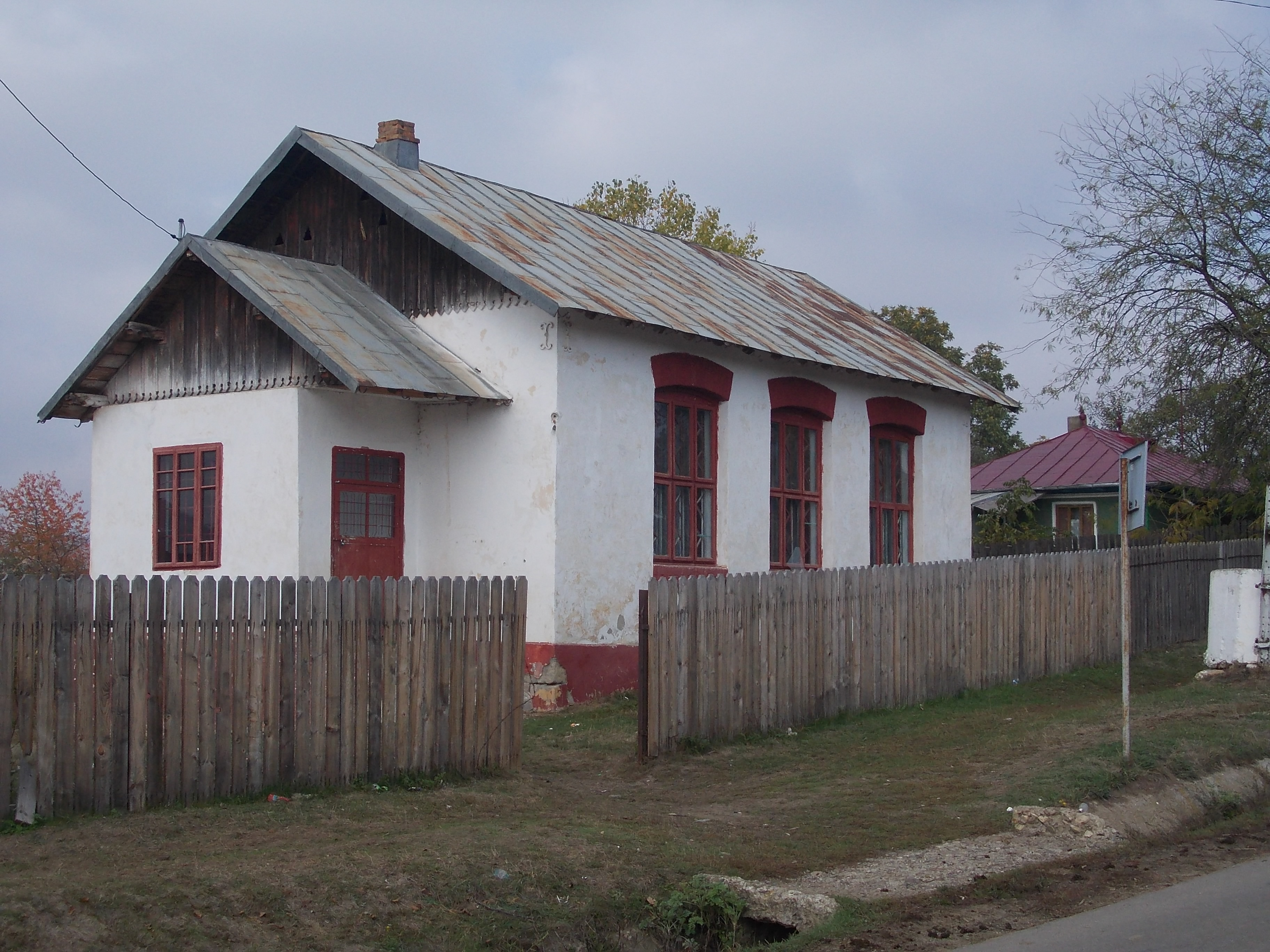
Clădire

 Acest articol despre o localitate din județul Neamț este deocamdată un ciot. Puteți ajuta Wikipedia prin completarea lui.